# Список глав правительства СССР
Глава́ прави́тельства СССР — неформальное наименование должности руководителя правительства Союза Советских Социалистических Республик.
В разные годы должность главы советского правительства имела разные официальные наименования:
| Наименование должности                                                                               | Годы                                 |
| --- | ------------------------------------ |
| Председатель Совета народных комиссаров СССР                                                         | 30 декабря 1922 года — 15 марта 1946 |
| Председатель Совета министров СССР                                                                   | 15 марта 1946 — 14 января 1991       |
| Премьер-министр СССР                                                                                 | 14 января — 26 декабря 1991          |
| Руководитель Комитета по оперативному управлению народным хозяйством СССР                            | 28 августа —20 сентября 1991         |
| Председатель Межреспубликанского экономического комитета СССР                                        | 20 сентября — 14 ноября 1991         |
| Председатель Межгосударственного экономического комитета — Премьер-министр Экономического сообщества | 14 ноября — 26 декабря 1991          |

## Полномочия

### Председатель Совета министров СССР
Главе Советского правительства были предоставлены относительно широкие полномочия. Среди них следует отметить следующие, регламентированные законом «О Совете Министров СССР» от 5 июля 1978 года:
- руководство деятельностью Правительства СССР;
- подбор кандидатур членов Правительства для утверждения Верховным Советом СССР;
- внесение предложений в Верховный Совет СССР по назначению и освобождению от должности членов Правительства (с утверждением Верховным Советом СССР или Президиумом Верховного Совета СССР);
- представление СССР в международных отношениях;
- принятие в неотложных случаях решения по отдельным вопросам государственного управления.

Несмотря на широкие полномочия Правительства СССР, в условиях однопартийной системы реальная исполнительная власть в стране находилась в руках КПСС, в частности её
Политического бюро во главе с высшим партийным руководителем. Н. С. Хрущёв совмещал посты руководителя коммунистической партии и главы Правительства СССР. Октябрьский (1964 года) Пленум ЦК КПСС, освободивший Н. С. Хрущёва от обязанностей первого секретаря ЦК КПСС и председателя Совета Министров СССР, установил недопустимость в дальнейшем совмещения высшего партийного поста и должности главы правительства, поскольку оно ведёт к концентрации власти в руках одного человека.

### Премьер-министр СССР
Премьер-министр СССР являлся главой советского правительства и по должности возглавлял Президиум Кабинета министров СССР. Кандидатура на  пост премьер-министра представлялась Президентом СССР и утверждалась Верховным Советом СССР. Отставка премьер-министра влекла за собой сложение полномочий Кабинетом в полном составе.
Полномочия премьер-министра
- организация работы Кабинета министров СССР и его Президиума, руководство их заседаниями;
- распределение обязанностей между своими заместителями;
- обеспечение коллегиальности в работе Кабинета министров СССР;
- представление СССР в международных отношениях в соответствии с Конституцией СССР и законами СССР;
- принятие решений по вопросам государственного управления, не требующим рассмотрения на заседании Кабинета министров СССР;
- поощрение министров СССР и других должностных лиц подведомственных Кабинету министров СССР органов; наложение на них дисциплинарных взысканий;
- другие  полномочия, предусмотренные Конституцией СССР и законами, регулирующими деятельность Правительства СССР.

## Руководители правительства СССР
| № |                                              | Глава правительства                          | В должности                                  | В должности                                  | Партия                                       |
| Председатели Совета народных комиссаров СССР                                                         | Председатели Совета народных комиссаров СССР | Председатели Совета народных комиссаров СССР | Председатели Совета народных комиссаров СССР | Председатели Совета народных комиссаров СССР | Председатели Совета народных комиссаров СССР |
| --- | -------------------------------------------- | -------------------------------------------- | -------------------------------------------- | -------------------------------------------- | -------------------------------------------- |
| 1 |                                              | Владимир Ильич Ульянов                       | 6 июля 1923                                  | 21 января 1924                               | РКП(б)                                       |
| 2 |                                              | Алексей Иванович Рыков                       | 2 февраля 1924                               | 19 декабря 1930                              | РКП(б) / ВКП(б)                              |
| 3 |                                              | Вячеслав Михайлович Молотов                  | 19 декабря 1930                              | 6 мая 1941                                   | ВКП(б)                                       |
| 4 |                                              | Иосиф Виссарионович Сталин                   | 6 мая 1941                                   | 15 марта 1946                                | ВКП(б)                                       |
| Председатели Совета министров СССР                                                                   |                                              |                                              |                                              |                                              |                                              |
| 4 |                                              | Иосиф Виссарионович Сталин                   | 15 марта 1946                                | 5 марта 1953                                 | ВКП(б) / КПСС                                |
| 5 |                                              | Георгий Максимилианович Маленков             | 5 марта 1953                                 | 8 февраля 1955                               | КПСС                                         |
| 6 |                                              | Николай Александрович Булганин               | 8 февраля 1955                               | 27 марта 1958                                | КПСС                                         |
| 7 |                                              | Никита Сергеевич Хрущёв                      | 27 марта 1958                                | 15 октября 1964                              | КПСС                                         |
| 8 |                                              | Алексей Николаевич Косыгин                   | 15 октября 1964                              | 23 октября 1980                              | КПСС                                         |
| 9 |                                              | Николай Александрович Тихонов                | 23 октября 1980                              | 27 сентября 1985                             | КПСС                                         |
| 10                                                                                                   |                                              | Николай Иванович Рыжков                      | 27 сентября 1985                             | 14 января 1991                               | КПСС                                         |
| Премьер-министры СССР (руководители Кабинета Министров СССР)                                         |                                              |                                              |                                              |                                              |                                              |
| 11                                                                                                   |                                              | Валентин Сергеевич Павлов                    | 14 января 1991                               | 28 августа 1991                              | КПСС                                         |
| (и. о.)                                                                                              |                                              | Виталий Хуссейнович Догужиев                 | 19 августа 1991                              | 28 августа 1991                              | КПСС                                         |
| Руководитель Комитета по оперативному управлению народным хозяйством СССР                            |                                              |                                              |                                              |                                              |                                              |
| 12                                                                                                   |                                              | Иван Степанович Силаев                       | 24 августа 1991                              | 26 декабря 1991                              | КПСС/без партии                              |
| Председатель Межреспубликанского экономического комитета СССР                                        |                                              |                                              |                                              |                                              |                                              |
| 12                                                                                                   |                                              | Иван Степанович Силаев                       | 20 сентября 1991                             | 14 ноября 1991                               | КПСС/без партии                              |
| Председатель Межгосударственного экономического комитета — Премьер-министр Экономического сообщества |                                              |                                              |                                              |                                              |                                              |
| 12                                                                                                   |                                              | Иван Степанович Силаев                       | 14 ноября 1991                               | 26 декабря 1991                              | без партии                                   |